# Blechnum cochabambense
Blechnum cochabambense är en kambräkenväxtart som beskrevs av M. Kessler och A. R. Sm. Blechnum cochabambense ingår i släktet Blechnum och familjen Blechnaceae. Inga underarter finns listade.